# خبز جنوة
خُبز جِنَوة (بالفرنسية: Pain de Gênes) (لفظ: بَن دُ جين) كعكة مصنوعة بمعظمها من معجون اللوز والبيض والزبدة المذابة ولكن فقط بقدر قليل من الدقيق. ويميزها أنها لا يدخل في مكوناتها عامل نفاشية وبدلاً من ذلك تُخفَق الزبدة والبيض. يُقال أنه خُبزَت لإحياء ذكرى حصار عام 1800 للقوات الفرنسية في جنوة، عندما كان سكان المدينة يعيشون إلى حد كبير على اللوز. إلا أنها ليست من أصل إيطالي بل فرنسي وقد أوجدت في أربعينيات القرن التاسع عشر بواسطة طاهي المعجنات الباريسي فوفيل الذي كان يعمل في متجر شِبُست للحلويات. 